# Чэн Яодун
Чэн Яодун (кит. трад. 成耀東, упр. 成耀东, пиньинь Chéng Yàodōng; 6 июня 1967, Шанхай) — китайский футболист, защитник, тренер. В качестве игрока запомнился выступлениями за «Шанхай Шэньхуа», с которым выиграл чемпионат и кубок страны.

## Карьера игрока

### Клубная
Чэн Яодун начал карьеру в 1987 году в полупрофессиональной команде. В основном он играл на позиции защитника и в этом качестве привлек внимание команды «Шанхай Шэньхуа», за которую выступал в течение нескольких сезонов — уже в профессиональном статусе с 1994 года. В сезоне 1995 года игрок вместе с командой стал чемпионом Лиги Цзя-А. Постоянные выступления за «Шанхай» и его роль привели к тому, что к 1998 году Чэн стал капитаном команды и выиграл Кубок Китайской футбольной ассоциации, однако это стало его последним успехов в карьере игрока. Перед завершением карьеры игрок перешёл в клуб второго дивизиона «Шанхай Хуэйли» и помог ему получить повышение в классе в сезоне 2001 года.

### Международная
Наивысшим достижением в национальной сборной для Чэн Яодуна стало участие в Кубке Азии 1992 года, на котором Китай занял третье место. В качестве одного из самых запоминающихся матчей в его футбольной карьере за национальную сборную можно отметить игру на турнире против сборной Японии, в котором Китай уступил со счётом 3-2.

## Карьера тренера
Перед завершением игровой карьеры в 2003 году Чэн Яодун принял руководство командой «Пудун Зобон», которая выступала в китайской Лиге Цзя-А. На этом посту он заменил французского специалиста Клода Ле Руа, и к удивлению многих смог в дебютном сезоне занять в лиге второе место и получить повышение в классе — для чемпионства не хватило всего лишь одного очка. В следующем сезоне клуб финишировал третьим, однако в силу финансовых возможностей не смог выступать в Шанхае, где уже находился «Шанхай Шэньхуа», и перед началом сезона 2006 года переехал в Сиань, провинцию Шэньси, а также сменил название на «Шэньси Чаньба». После переезда Чэн уже не смог повторить свой успех, а команда при значительных вливаниях являлась середняком чемпионата в последующие несколько сезонов. Значительным достижением тренера стало пятое место в Суперлиге в сезоне 2008 года, однако 28 августа 2009 года он неожиданно подал в отставку после поражения с минимальным счётом в «бывшем шанхайском дерби» от «Шанхай Шэньхуа», сославшись на проблемы с сердцем и желание поработать за рубежом. Несмотря на заявления СМИ о том, что в скором времени Чэн может сменить на посту главного тренера «Шэньхуа» Цзя Сюцюаня, руководство клуба сделало ставку на более опытного зарубежного тренера — им стал Мирослав Блажевич, а Чэн перед началом сезона 2011 года вернулся в клуб второго дивизиона «Пудун Зобон».

## Достижения

### В качестве игрока
«Шанхай Шэньхуа»:
- Чемпион Лиги Цзя-А: 1995
- Обладатель Кубка КФА: 1998

 «Шанхай Хуэйли»:
- Чемпион Лиги Цзя-Б: 2001

### В качестве тренера
«Пудун Зобон»:
- Серебряный призёр Лиги Цзя-А : 2003